# Heckington
Heckington är en ort och civil parish i Storbritannien.   Den ligger i grevskapet Lincolnshire och riksdelen England, i den sydöstra delen av landet, 160 km norr om huvudstaden London. Heckington ligger 16 meter över havet och antalet invånare är 3 467.
Terrängen runt Heckington är mycket platt, och sluttar österut. Runt Heckington är det ganska tätbefolkat, med 124 invånare per kvadratkilometer. Närmaste större samhälle är Sleaford, 7,6 km väster om Heckington. Trakten runt Heckington består till största delen av jordbruksmark.